# Günter Timischl

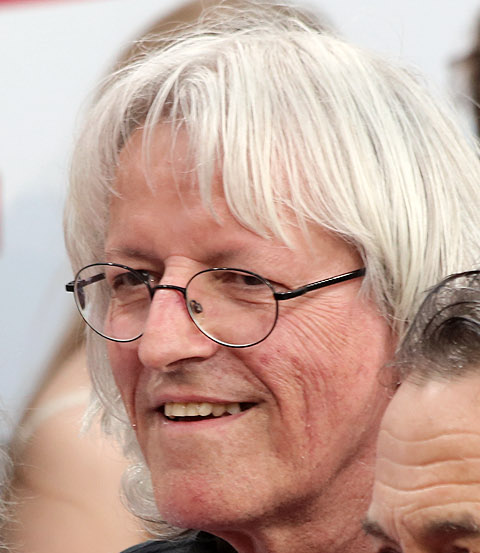
Günter Timischl, 2013

Günter Timischl (* 11. Mai 1948 in Fürstenfeld, Steiermark) ist ein österreichischer Liedermacher, Musiker und Sänger. Er ist Gründungsmitglied der österreichischen Band S.T.S. und wirkte auch in zahlreichen anderen bekannten Formationen mit.

## Biographie
Timischl stammt aus einer musikbegeisterten Familie. Während seine Eltern als Volksmusikanten in Liederzirkeln mitwirkten, interessierte sich Günter für amerikanische Rock-’n’-Roll-Musik. Mit neun Jahren galt er auf der Gitarre bereits als Ausnahmetalent und hatte seinen ersten Auftritt im Grazer Kammersaal.
Als Vierzehnjähriger gründete er mit zwei Freunden seine erste Musikgruppe „Little Band“. Zu dieser Zeit waren die Beatles und die Rolling Stones seine Vorbilder. Von 1963 bis 1968 war er Bandleader und Sänger bei seiner zweiten Band „Atlantis“. Anfang 1969 trat er der Formation „The Time“ bei, die sich dann in „The New Time“ umbenannte. Timischl verließ die Gruppe wegen Auffassungsunterschieden aber schon im Juli 1969. Im August desselben Jahres gründete er in seinem Heimatort Fürstenfeld zusammen mit Freunden die Band Magic 69, mit der er österreichweit bekannt wurde.
Seinen Lebensunterhalt verdiente er zu dieser Zeit mit Kleinauftritten und als Gastmusiker bei der Ersten Allgemeinen Verunsicherung und bei Opus. Dabei lernte er Gert Steinbäcker und Schiffkowitz kennen, die ebenfalls bei der EAV mitwirkten. Die ersten Auftritte in der Heimatregion des neu gegründeten Trios S.T.S. brachten jedoch nur mäßigen Erfolg, weshalb sich die drei Musiker nach mehrmonatiger Zusammenarbeit wieder trennten.
Günter Timischl kehrte zu „Magic 69“ zurück und nahm mit der Band, der unter anderem Carl Peyer und als Schlagzeuger der spätere Austropop-Star Boris Bukowski angehörten, seine erste Langspielplatte mit deutschsprachigen Texten auf.
Daneben nahm er Aushilfsarbeiten an und verpflichtete sich für einen UNO-Einsatz auf Zypern (UNFICYP). Nach seiner Rückkehr in die Steiermark tat er sich 1978 erneut mit Steinbäcker und Schiffkowitz zusammen und brachte etliche seiner eigenen Kompositionen in die Formation S.T.S. ein. Aufgrund der weiter anhaltenden Erfolglosigkeit schlossen sich die drei Musiker zwischen 1981 und 1983 erneut der Ersten Allgemeinen Verunsicherung an, arbeiteten daneben aber weiterhin an ihrer eigenen Formation. Timischl selbst sang für die E.A.V. den von Thomas Spitzer verfassten Titel I hob des G’fühl.
Timischl spielte zudem als Gastmusiker bei Livekonzerten und Studioaufnahmen für die steirischen Band „Opus“. 1980 veröffentlichte die Plattenfirma Ariola die Single Da kummt die Sunn, auf deren Rückseite sich mit Geht’s da guat eine Eigenkomposition von Timischl fand.
1984 feierte er mit S.T.S. und dem von Schiffkowitz arrangierten und nur als Lückenfüller auf die LP Überdosis G’fühl gebrachten Stück Fürstenfeld den Durchbruch. Die ursprüngliche Fremdkomposition fand sich seit geraumer Zeit im Programm der Gruppe und wurde von Schiffkowitz mit Bezug auf den „Heimatmenschen“ Timischl mit neuem Text versehen. Sie entwickelte sich zum All-Time-Hit der Band.
Im selben Jahr erlebte Timischl als Gitarrist und Perkussionist bei seinem letzten gemeinsamen Konzert mit „Opus“ die Geburt des Hits Live Is Life, der ab Sommer 1984 an die Spitze sämtlicher Charts in Europa und Übersee kletterte und sich bis heute als Single über 15 Millionen Mal verkaufte. Selbst ist er im offiziellen Musikvideo an der Perkussion zu sehen.
Danach zog er sich von „Opus“ zurück, um sich nach dem Durchbruch mit S.T.S. auf die Zusammenarbeit mit Steinbäcker und Schiffkowitz zu konzentrieren. Für Grenzenlos, das 1985 erschienene Nachfolgewerk von Überdosis G’fühl, komponierte und textete er die Stücke Wunder meiner Seligkeit und Anfach Fort.
Daneben half er – vor allem für alte Freunde – immer wieder als Gast- oder Studiomusiker aus. Für Boris Bukowski sang er z. B. 1985 auf dessen erster Solo-LP „Boris Bukowski“ im Chor und spielte 1989 auf „100 Stunden am Tag“ die akustische Gitarre. Zu Beginn der 1990er Jahre spielte er für die „Magic 69 Reunion“ und trat mit der Band auch bei Konzerten auf. 1991 komponierte er gemeinsam mit Andi Beit die Musik zu Bukowskis „Zwei Zeilen Zärtlichkeit“ und war bei einigen Titeln als Backgroundsänger tätig.
2014 war Timischl gezwungen, aufgrund einer Arthrose seine Musikerkarriere beenden, was auch zum Ende von S.T.S. führte.

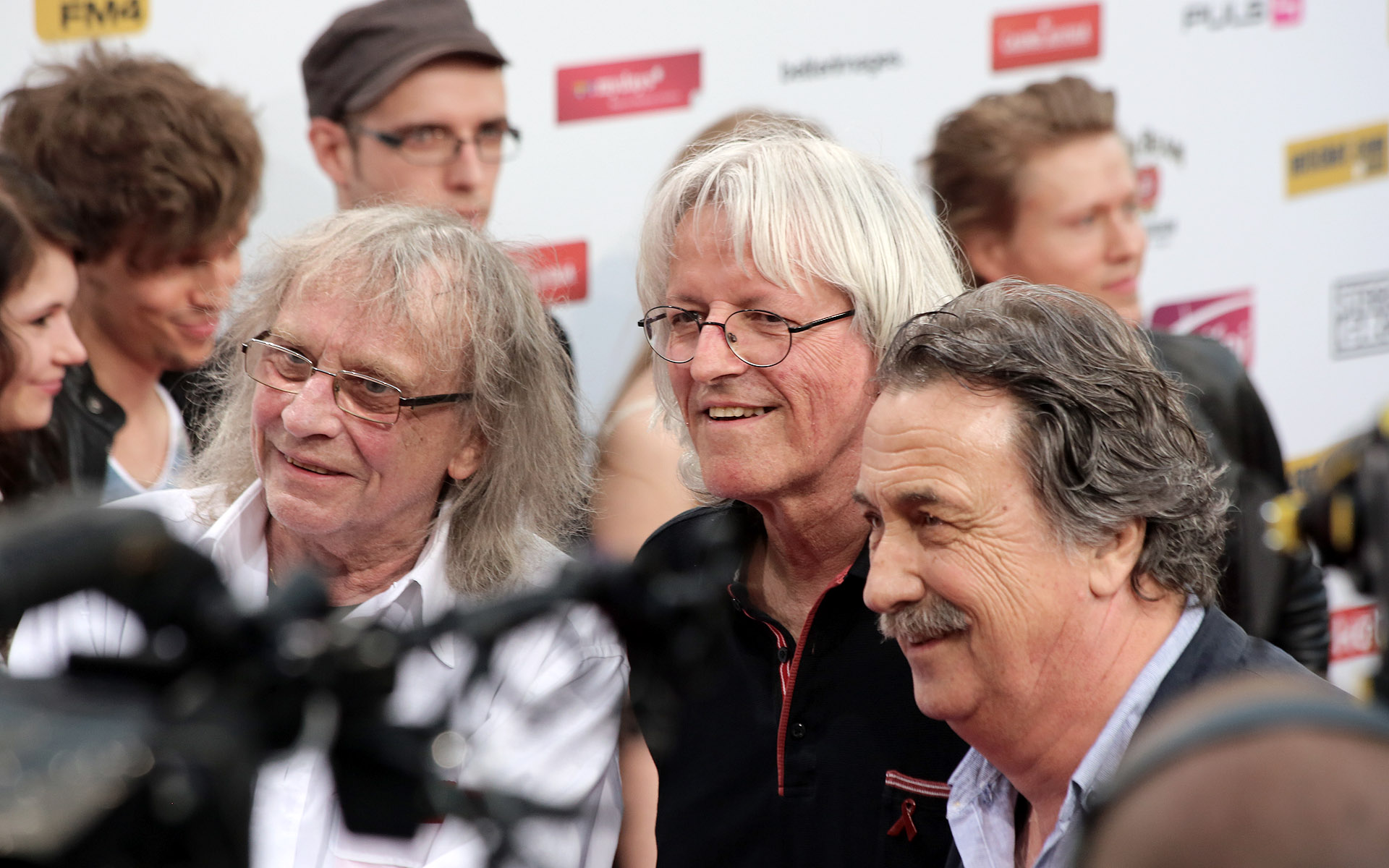
S.T.S. 2013 (Mitte)

2002 wurde er für sein Wirken mit dem Josef-Krainer-Preis ausgezeichnet und 2012 erhielt er das Goldene Ehrenzeichen für Verdienste um die Republik Österreich.

## Privates
Günter Timischl ist verheiratet, Vater zweier Kinder (sowie dreifacher Großvater und zweifacher Urgroßvater) und lebt mit seiner Ehefrau Lotte auf einem Bauernhof in Fürstenfeld. Abseits von S.T.S. produziert er für Musikgruppen aus der Steiermark.